# Xã Osage, Quận Crawford, Kansas
Xã Osage (tiếng Anh: Osage Township) là một xã thuộc quận Crawford, tiểu bang Kansas, Hoa Kỳ. Năm 2010, dân số của xã này là 686 người.